# ابدیا لاریانا
ابدیا لاریانا (به لاتین: Abbadia Lariana) یک سکونتگاه مسکونی در ایتالیا با جمعیت ۳٬۲۰۹ نفر است که در استان لکو واقع شده‌است.